# Benet's Reader's Encyclopedia
Benet's Reader's Encyclopedia este o lucrare de referință dedicată literaturii universale. Primul volum a apărut în 1948, editat de câștigătorul Premiului Pulitzer William Rose Benét, fratele mai mare al scriitorului Stephen Vincent Benét. El s-a inspirat din clasicul Dictionary of Phrase and Fable al lui Ebenezer Cobham Brewer și a oferit un compendiu de informații curioase. Cea de-a doua ediție a apărut în 1965 și a avut adăugate ilustrații.
Mai disponibilă pe scară largă este cea de-a treia ediție, editată de Katherine Baker Siepmann și publicată în 1987. Această ediție prezintă contextul în care au trăit mai multe personalități literare, extinzându-se tot mai mult în domeniul literaturii internaționale. Jeppe Aakjaer, de exemplu, apare ca un scriitor care „a fost intens preocupat de suferința socială și de nevoia de reformă”, deși el este „cel mai cunoscut” pentru „poezia lirică, în care celebrează curajul țăranilor și frumusețile provinciei sale natale Iutlanda”.
În 1996 a apărut cea de-a patra ediție a acestui lucrări de referință utile. Cea de-al cincea și până în prezent cea mai recentă ediție a fost lansată în decembrie 2008.